# Центральный вокзал — 42-я улица (Нью-Йоркское метро)
Центральный вокзал — 42-я улица (англ. Grand Central — 42nd Street) является одним из основных пересадочных узлов Нью-Йоркского метро. Узел расположен в центральной части Манхэттена на пересечении Парк-авеню и 42-й улицы, хотя некоторые станции имеют выход на Лексингтон-авеню.
В пересадочный узел входят станции следующих линий:
- линия Лексингтон-авеню, Ай-ар-ти,
- линия Флашинг, Ай-ар-ти,
- челнок 42-й улицы, Ай-ар-ти.

На станциях пересадочного узла останавливаются маршруты:
- 4, 6, 7 (круглосуточно),
- 5, S (круглосуточно, кроме ночи),
- <6> (в будни днём в пиковом направлении),
- <7> (в часы пик в пиковом направлении).

На 2019 год пересадочный узел занимает 2-е место по пассажиропотоку: 45 745 700 пассажиров в год.
Все станции находятся в непосредственной близости к вокзалу Grand Central Terminal, который обслуживает все поезда железной дороги Metro-North Railroad к востоку от Гудзона.
В будущем планируется присоединение к этому пересадочному узлу станции 42-я улица строящейся линии Второй авеню.

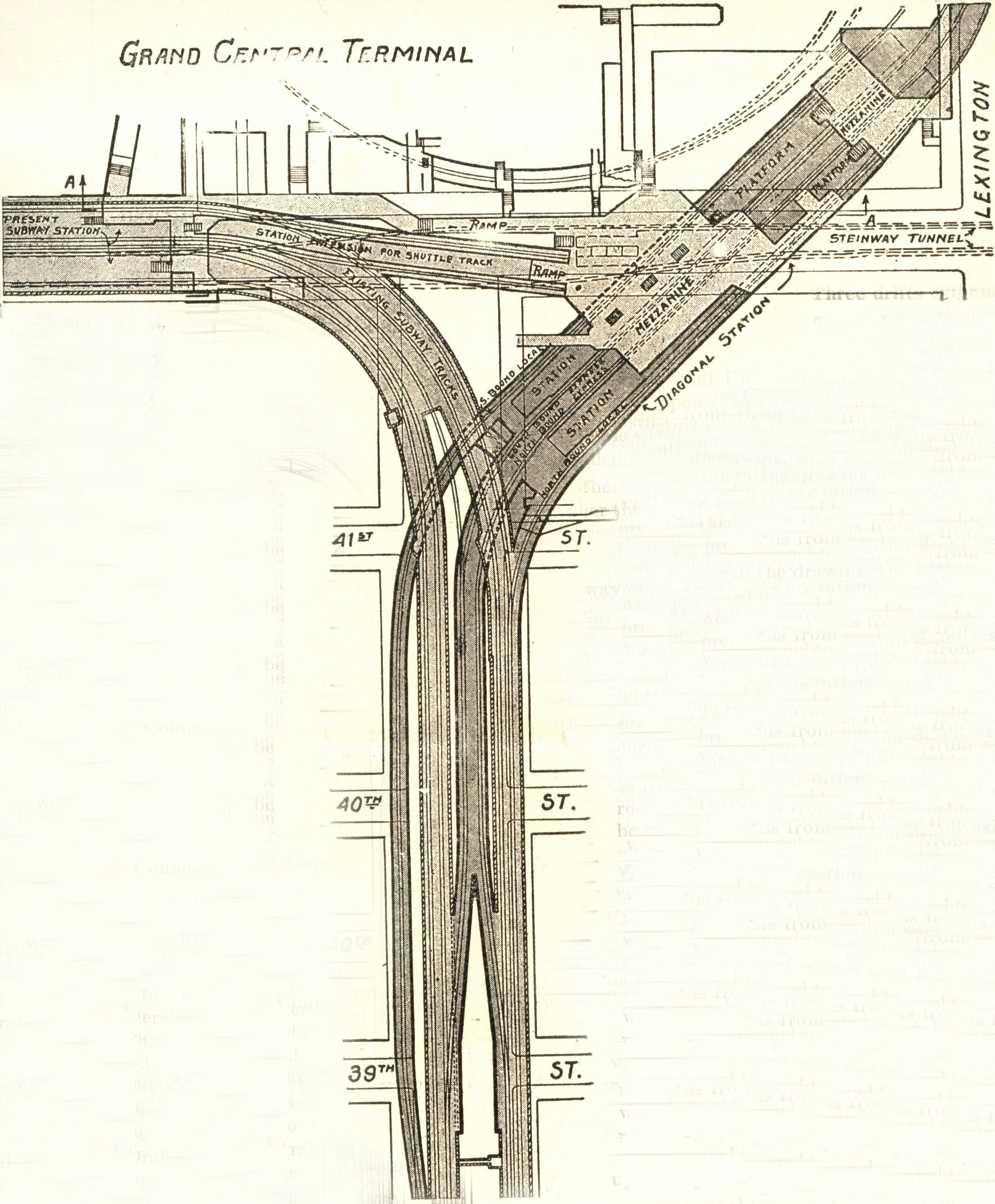
План 1908 года

## Платформы линии Лексингтон-авеню, Ай-ар-ти
|     |   |   |     |     |   |   |     |
| · л | · | · | · э | · э | · | · | · л |

|     |   |   |     |     |   |   |     |
| · л | · | · | · э | · э | · | · | · л |

«Центральный вокзал — 42-я улица» (англ. Grand Central–42nd Street) — станция Нью-Йоркского метрополитена, расположенная на линии Лексингтон-авеню, Ай-ар-ти.  На станции останавливаются маршруты: 4 (круглосуточно), 5 (круглосуточно, кроме ночи), 6 (круглосуточно) и <6> (в будни днём в пиковом направлении). Экспресс-пути используются маршрутами 4 (круглосуточно, кроме ночи) и 5 (круглосуточно, кроме ночи). Локальные пути используются маршрутами: 4 (ночью), 6 (круглосуточно) и <6> (в будни днём в пиковом направлении).
Во время строительства станция была также известна под названием Diagonal Station (Диагональная станция), так как она отклоняется от расположения улиц Манхэттена на 45°. Станция представляет собой две островных прямых платформы, на каждой из которых поезда останавливаются только в одном направлении. На станции очень много массивных балок и опор. Это сделано для того, чтобы поддержать часть вокзала Grand Central Terminal и располагающиеся рядом офисные небоскрёбы.
На одной из стен станции есть мозаика, изображающая паровоз. На полу также можно найти мозаики в форме компаса, которые показывают верное направление на север.
Южнее платформы, местные пути линии IRT Lexington Avenue Line переходят в пути, входящие в состав первого Нью-Йоркского метро и открытые в 1904 году. Изначально таких соединений с IRT 42nd Street Shuttle было четыре, но в процессе перестройки системы Нью-Йоркского метро в 1918 году сохранился только один съезд на эту линию. Сейчас съезд используется для смены челночных поездов до Times Square.
К югу от станции пути расходятся по два к разным сторонам улицы. Между ними располагается тоннель, использовавшийся в 1870-х годах в составе Гарлемской железной дороги. В настоящее время тоннель переоборудован для автомобильного движения на Парк-авеню.
Находящаяся на этой станции диспетчерская контролирует все станции линии, расположенные южнее.
Компания New York City Transit Authority в начале 1950-х издала план, согласно которому должен был быть построен нижний уровень платформ на линии Lexington Avenue Line, также обслуживающий четыре пути. Он должен был обслуживать экспресс-поезда, а также должен был использоваться в качестве промежуточной остановки для некоторых поездов. Возможность такого строительства существует и по сей день, так как между станциями линий Lexington Avenue Line и Flushing Line существует пространство. Возможно, оно будет задействовано для строительства линии Second Avenue Line.

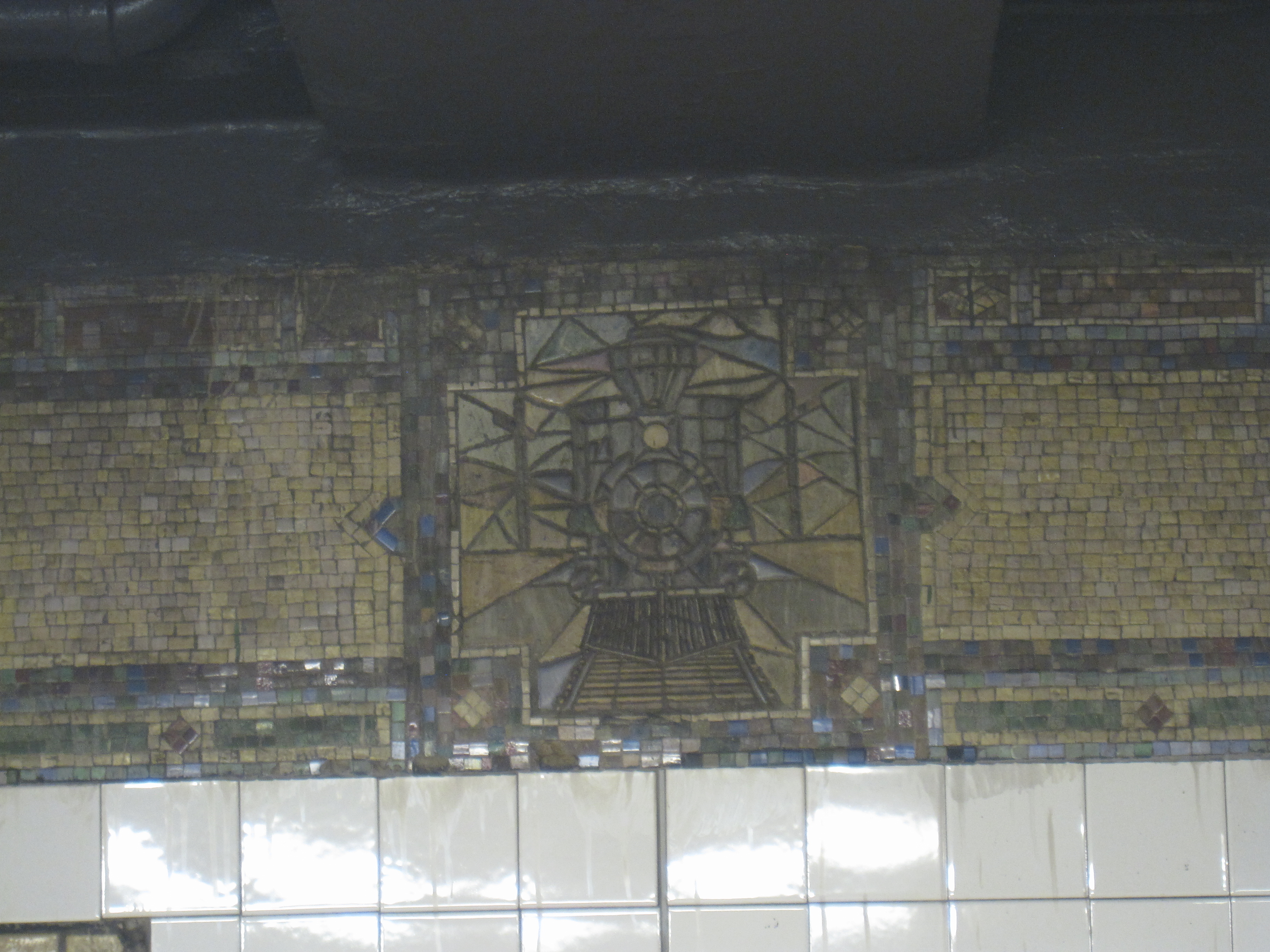
Изображение паровоза
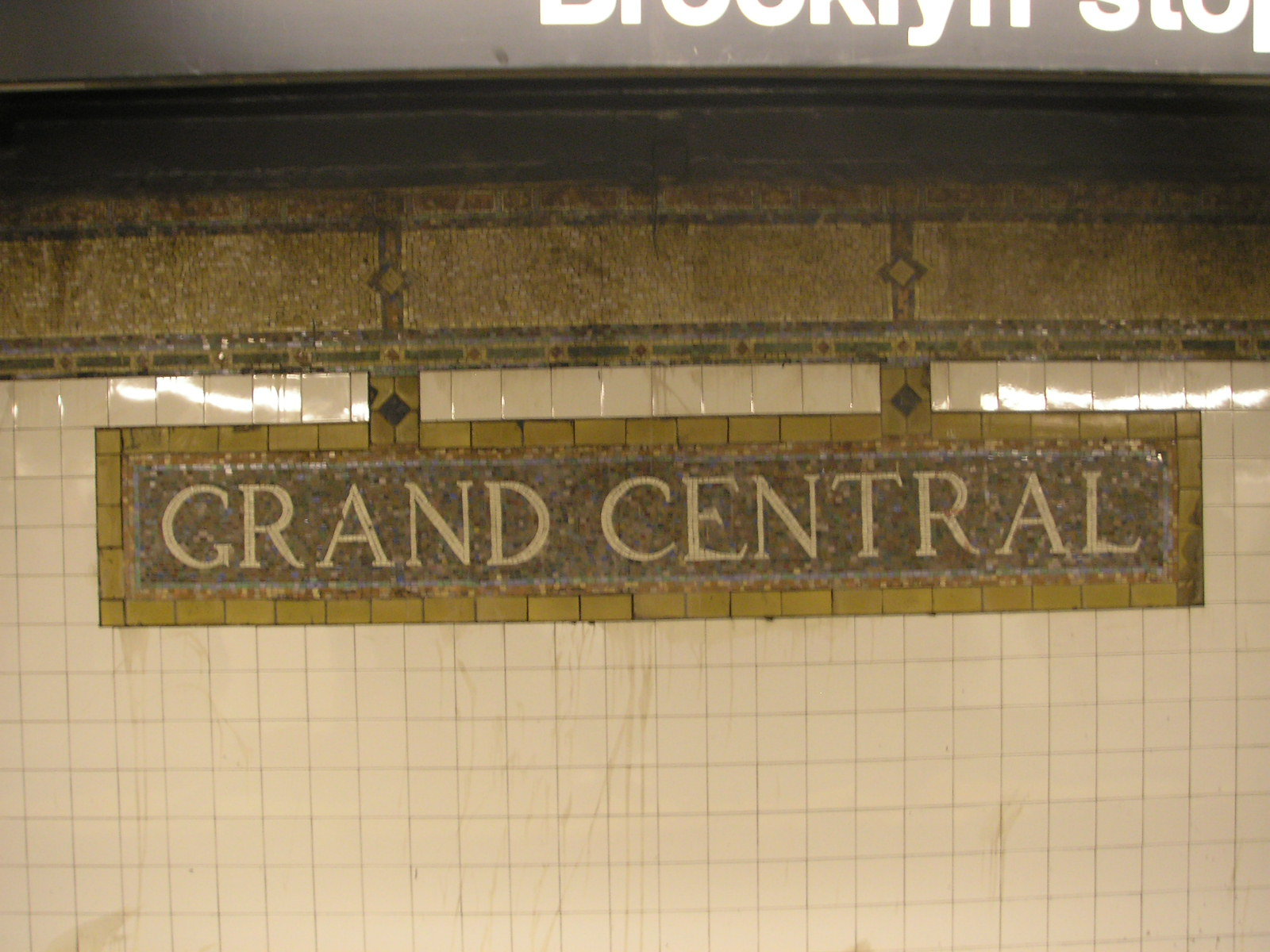
Именная мозаика

## Платформа челнока 42-й улицы, Ай-ар-ти
| До начала реконструкции |

|  |
|  |
|  |
|  |
|  |
|  |
|  |

|  |
|  |
|  |
|  |
|  |
|  |
|  |

| После реконструкции |

|  |
|  |
|  |
|  |

|  |
|  |
|  |
|  |

«Центральный вокзал» (англ. Grand Central) — станция Нью-Йоркского метрополитена, расположенная на линии 42-й улицы, Ай-ар-ти.  На станции останавливается маршрут S (челнок 42-й улицы, круглосуточно, кроме ночи). Станция является южной конечной для него.
Станция раньше обслуживала четыре пути — 2 местных и 2 экспресс-пути — и состояла из 2 островных платформ. При перестройке системы в 1918 году южный экспресс-путь был удалён, а одна из двух платформ была расширена, заняв его место. Все три платформы были соединены с восточного конца. Два северных пути заканчивались тупиками прямо на станции. Южный путь (до сего дня) продолжается и соединяется с локальным путём южного направления линии Лексингтон-авеню. Сейчас это соединение используется для смены челночных поездов на южном пути (каждый челночный поезд ходит только по своему пути и не переходит на другой), а также для экскурсионных поездов. Средний путь, ликвидированный в 2021 году, к западу от станции имел соединение с южным.
Комиссия Нью-Йоркской подземки планировала строительство новой платформы для челночных поездов, располагающейся поближе к одноимённой станции линии Лексингтон-авеню. Такая платформа даже была построена, но так никогда и не была использована по назначению. Во время перестройки линий в 1918 году были снесены старые тоннели трёх северных путей, один из них удалён вовсе, а два оставшиеся были подведены к этой платформе. Платформа была узкой и деревянной. Позже было принято решение об использовании этой платформы как пешеходного перехода от линии Лексингтон-авеню к челноку 42-й улицы. В 1946 году деревянный пол был заменён, пути ликвидированы, а платформа обнесена стенами, таким образом скрывая истинное предназначение тоннеля. Этот переход используется пассажирами и в настоящее время. Бывшая станция была запечатлена в кинематографе.
С августа 2019 года по март 2022 была проведена реконструкция этой станции и всей челночной линии. В ходе её три пути с 3- или 4-вагонными поездами были заменены на два с 6-вагонными, а на этой станции две островные платформы превращены в одну более широкую. Новая платформа была открыта в сентябре 2021 года.

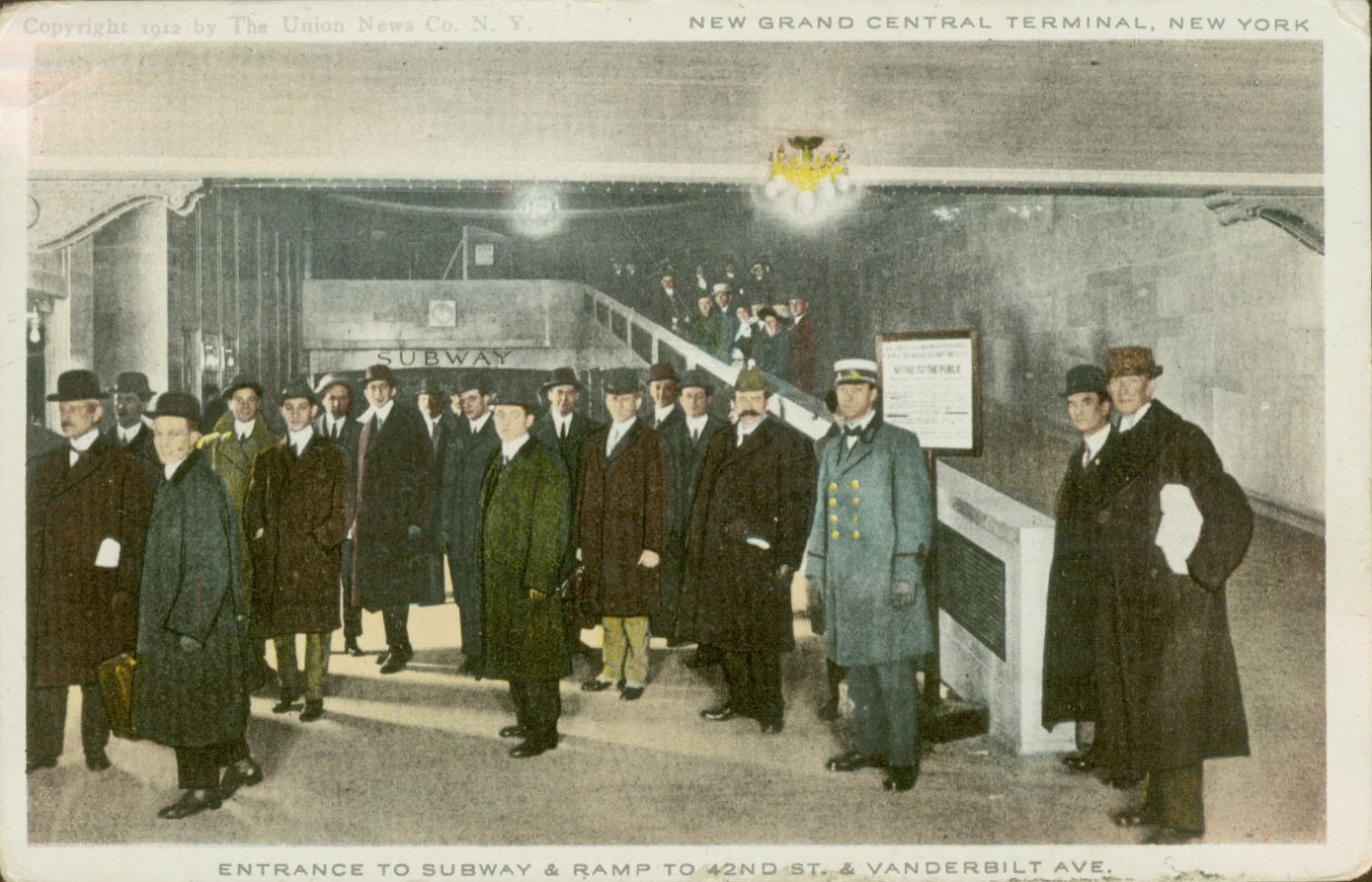
Открытка 1912 года
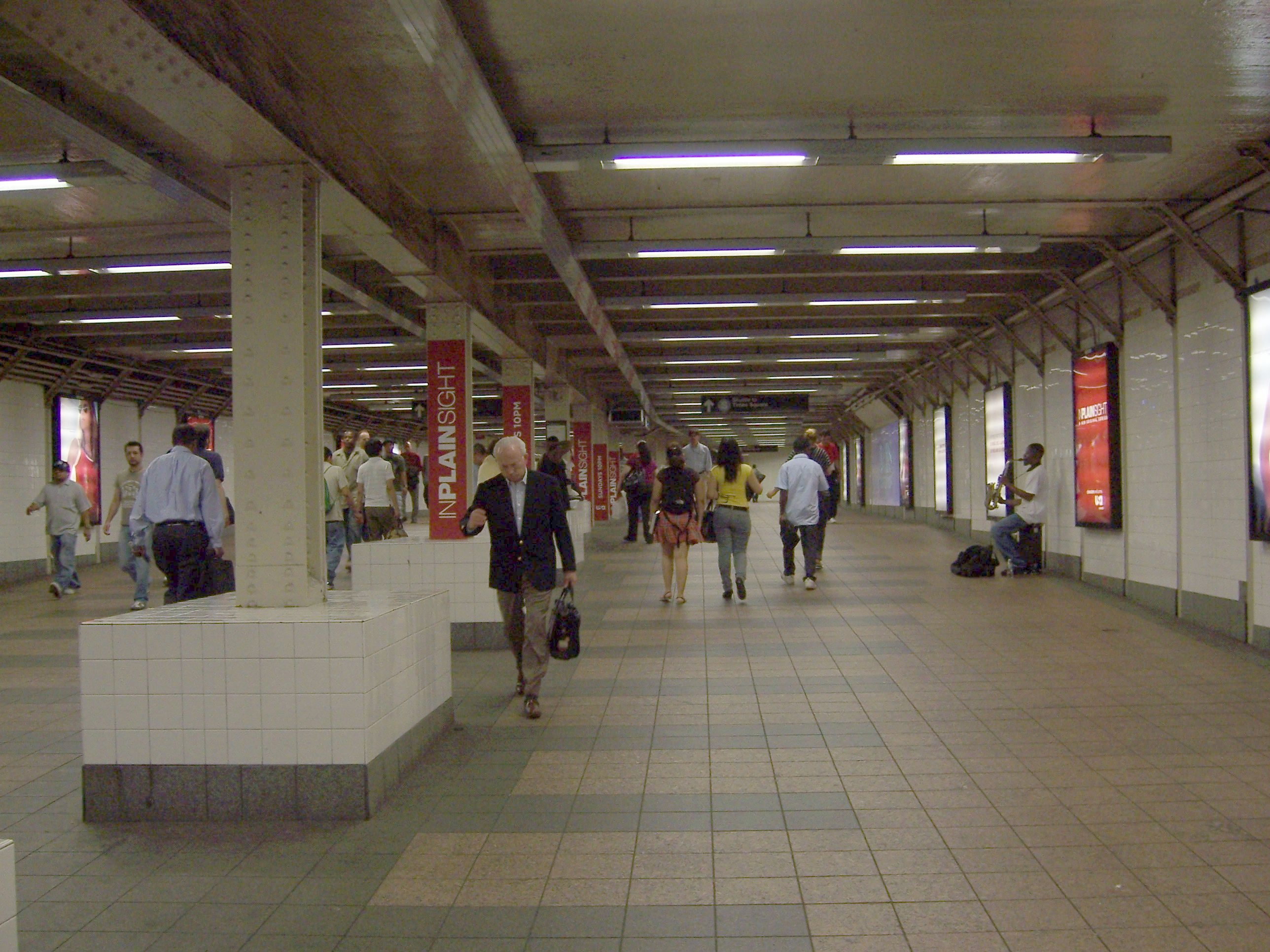
Никогда не использовавшаяся платформа, перестроенная в переход

## Платформа линии Флашинг, Ай-ар-ти
|   |   |   |   |
| · | · | · | · |

|   |   |   |   |
| · | · | · | · |

«Центральный вокзал» (англ. Grand Central) — станция Нью-Йоркского метрополитена, расположенная на линии Флашинг, Ай-ар-ти.  На станции останавливаются маршруты 7 (круглосуточно) и <7> (в часы пик в пиковом направлении). Станция представляет собой единственную платформу, рассчитанную на приём 11-вагонного состава. Платформа обслуживает 2 пути.
Станция односводчатая, стилизованная под Лондонское и Парижское метро (и вообще под системы Европы) и необычная для подземки Нью-Йорка. Станция имеет много выходов к другим станциям Grand Central — 42nd Street — два по концам и два в середине. Также на западном конце станции действует лифт. Имеются разнообразные киоски в восточном конце.
Существовал план для подключения линии IRT Flushing Line к IRT 42nd Street Shuttle с запада от Grand Central. Было даже проведено предварительное исследование и небольшое строительство. Разобранный сейчас третий путь линии IRT 42nd Street Shuttle должен был стать частью этого подключения. До конца план на практике не был реализован и остался только на бумаге.

## Глубина залегания платформ
- Центральный вокзал Нью-Йорка (верхний уровень) — 6,1 м (20 футов)
- Челнок 42-й улицы, Ай-ар-ти — 6,1 м (20 футов)
- Линия Лексингтон-авеню, Ай-ар-ти — 15 м (50 футов)
- Центральный вокзал Нью-Йорка (нижний уровень) — 18 м (60 футов)
- Линия Флашинг, Ай-ар-ти — 24 м (80 футов)

## Соседние станции
| Условные обозначения |
| для дней и часов работы маршрутов (более точно указано во всплывающих подсказках при этих обозначениях): |
| --- |
| круглосуточно круглосуточно, кроме ночи круглосуточно, кроме будней днём (либо часов пик) в пиковом направлении в будни днём (и, возможно, вечером) в будни круглосуточно в часы пик в будни днём (либо в часы пик) в пиковом направлении в будни днём (либо в часы пик) в направлении, обратном пиковому в выходные ночью ночью и в выходные (и, возможно, вечером) нет движения поездов |

| Предыдущая станция                          | ЛинияНазвание станции                                            | Следующая станция                                         |
| ------------------------------------------- | ---------------------------------------------------------------- | --------------------------------------------------------- |
| 51-я улица · (4 6 <6>) · 59-я улица · (4 5) | линия Лексингтон-авеню, Ай-ар-ти Центральный вокзал — 42-я улица | 14-я улица — Юнион-сквер · (4 5) · 33-я улица · (4 6 <6>) |
| Вернон-бульвар — Джексон-авеню · (7 <7>)    | линия Флашинг, Ай-ар-ти Центральный вокзал                       | Пятая авеню · (7 <7>)                                     |
| (конечная)                                  | челнок 42-й улицы, Ай-ар-ти Центральный вокзал                   | Таймс-сквер · (S)                                         |